# مولفيثار
بلدية مولفيثار (بالإسبانية: Molvízar) هي بلدية تقع في مقاطعة غرناطة التابعة لمنطقة أندلوسيا جنوب إسبانيا.

## الديموغرافيا
بلغ عدد سكان بلدية مولفيثار 3.203 نسمة عام 2011 (وفقاً للمعهد الوطني الإسباني للإحصاء).
| 2.640 | 2.769 | 2.714 | 2.795 | 3.197 | 3.273 | 3.203 |

## أعلام
- أنطونيو رامون